# Vera&John
ベラジョン（英: Vera&John）は、インターネット上でスロットゲーム、テーブルゲーム、ライブカジノゲームなどのカジノゲームを提供しているオンラインカジノサイトの一つである。

## 概要
ベラジョンは2010年に運営を開始し、2013年に日本市場に参入した。ベラジョンは現在、オランダ領キュラソーによって発行されたカジノライセンスを所有し、 Breckenridge Curaçao B.V. の元で運営されている。パートナーサイトはインターカジノと遊雅堂。2020年1月にはベラジョンだけでもアクセス数が約7751万まで上るなど、日本で最も利用者数が多いオンラインカジノサイトである。なお、遊雅堂は2022年から新たにブックメーカー業界へ参入している。なお、実際には日本国内での利用はベラジョンを含めたオンラインカジノ全般が賭博法により禁止されており、犯罪行為となっている。
2017年12月14日にYoutube、2019年10月にTwitter（現X）アカウントの運用を開始し、SNSを介して最新カジノゲームやキャンペーン情報を発信している。過去には、人気ユーチューバーであるラファエルがベラジョンの公式アンバサダーとしてプロモーションを行った。

## 提供ゲーム
ベラジョンは、60社を超えるゲームプロバイダーから、4,100種類以上の様々なカジノゲームを提供している（2024年9月現在）。これは日本のオンラインカジノの中でトップクラスである。 
代表的なゲームプロバイダーに、エボリューションゲーミング、ネットエント、マイクロゲーミング、プレインゴー、プラグマティックプレイ、レッドタイガーなど。以下は、ベラジョンで遊べるゲームの種類である（ベラジョンアカウントにログインせずにゲームにアクセスすると、一部のゲームをデモモードとして無料で試すことが可能）。 
ビデオスロット
ランドカジノのスロットゲームのビデオバージョン
- カスケード、クラシック、ジャックポット、パチスロ風（ハワイアンドリーム、花魁ドリーム）、その他（スリンゴなど）
テーブルゲーム
カードゲームや、ダイスゲームなどを指す
- ブラックジャック、バカラ、ルーレット、ポーカー、その他（シックボー、モノポリーなど）
スキルゲーム
スマホのモバイルゲームや、ゲームセンターのアーケードゲーム感覚で楽しめる新しいスタイルのカジノゲーム
- アビエーター、プリンコ、スロットマスターなど
ライブカジノ
オンラインのライブ配信を通じてリアルタイムでカジノが遊べるスタイルのもの。ディーラーとチャットできる機能が備わったものもある。
- 花路野三丁目: エボリューションゲーミングとコラボしたベラジョン独占ライブカジノ
ベラジョン限定ゲーム
ベラジョンと有名ゲームスタジオがコラボした限定ゲーム
- スイートボナンザ・ベラジョン、ベラジョン・ブラックジャック、ドキドキパフェ・ベラジョン編などビデオスロット
オンラインパチンコ・パチスロ
4号機時代にインスパイアされた完全オリジナルのオンラインパチンコ・パチスロゲーム。ベラジョンでは2023年12月に「パチンコ館」がオープンし、オンラインでリアルなパチンコ・パチスロゲームが遊べるようになった。
- エンジェルローズ、ハニーコレクション、ジャックポットダイス、コスモアタックなど

## 略歴
- 2010年 - 主にスカンジナビアのゲーム市場を対象として、Betsoft、Microgaming、NYX Gamingのゲームでベラジョンカジノ開始。
- 2013年 - 日本市場への展開を開始。
- 2016年 - 必勝カジノ大賞で初めて金賞を受賞。
- 2017年 - 必勝カジノ大賞で金賞受賞。2連覇。
- 2018年 - 必勝カジノ大賞で金賞受賞。ジパングカジノの2連覇を抜いて初の3連覇となる。
- 2019年 - 必勝カジノ大賞で金賞受賞。4連覇。
- 2020年 - 必勝カジノ大賞で金賞受賞。5連覇。
- 2021年 - 必勝カジノ大賞2021（上半期）総合2位。必勝カジノ大賞2021（下半期）総合2位。
- 2022年 - 必勝カジノ大賞2022（上半期）総合3位。必勝カジノ大賞2022（下半期）総合2位。